# Astragalus pseudocaspius
Astragalus pseudocaspius är en ärtväxtart som beskrevs av Fisch.. Astragalus pseudocaspius ingår i släktet vedlar, och familjen ärtväxter. Inga underarter finns listade i Catalogue of Life.